# Ann Carter
Ann Carter (16 de junio de 1936 – 27 de enero de 2014) fue una actriz infantil estadounidense que trabajó con docenas de estrellas de cine, recopilando un "currículum inimaginablemente distinguido" a pesar de que su carrera como actriz sólo duró algo más de una década. Es conocida sobre todo por su papel protagonista de Amy Reed en la película The Curse of the Cat People (1944), y también actuó junto a estrellas como Humphrey Bogart, Katharine Hepburn, Bing Crosby, Fredric March y Barbara Stanwyck, entre otros.

## Primeros años y carrera actoral
Carter nació en Siracusa, Nueva York. A los tres años se trasladó con su madre Nancy a Palm Springs, California, por motivos de salud. Su padre, Bert Carter, era ejecutivo de la división Dodge de Chrysler Corporation (donde trabajó 38 años) y viajaba entre California y Detroit, "donde trabajaba para Chrysler en proyectos relacionados con la defensa." Tras residir brevemente con su tía materna Stell (diminutivo de Estelle) y su tío Jack en Glendale, California, en Idlewood Road, Carter y su madre se trasladaron a "un lugar cerca de Olympic y Robertson, en el oeste de Los Ángeles, donde [su padre] volvió a vivir a tiempo parcial."
La madre de Carter "siempre había estado muy interesada en el teatro," pero su propio padre, el abuelo de Ann, se lo impidió. Según su madre, Ann fue descubierta a los cuatro años cuando vivía en Los Ángeles. Mientras ella y su madre viajaban en autobús, Carter explica:

[. . .] alguien de 20th Century-Fox me vio y le dijo a mi madre que debía presentarme al productor y director Herbert Brenon. Así fue y, a través de Mr. Brenon, conseguí hacer una prueba para un papel de una línea en Last of the Duanes de la Fox... – y conseguí el papel!

Unos 60 años después, Carter confiesa que no recuerda mucho personalmente sobre Last of the Duanes , que se rodó en abril–mayo de 1941, pero que su madre, "muy centrada", le contó posteriormente lo sucedido.
En su primera película de fantasía, y su primer papel más notable, interpretó a la hija pequeña de Veronica Lake en I Married a Witch (1942), una experiencia que "causó [una gran] impresión" en la actriz, que entonces tenía cinco años. En una escena que recuerda con claridad, y que más tarde "acabó en la sala de montaje," bajó volando por una escalera en una escoba, especialmente equipada con un pequeño asiento hecho a medida para ella. También recuerda a los maquilladores "peinándome sobre un ojo para que me pareciera a Veronica Lake," conocida por su peinado 'Peek-A-Boo'.
En un divertido incidente, Carter se impuso a su coetánea Margaret O'Brien para un papel porque su madre la había vestido con guantes blancos. Durante la entrevista con los realizadores de la película, O'Brien se distrajo tanto con los guantes de Carter que interrumpió la entrevista.[cita requerida]

## Papeles crecientes en el cine
Su primer papel importante llegó a los seis años, cuando apareció en Commandos Strike at Dawn (1942) interpretando a una joven noruega cuyo padre, interpretado por el actor Paul Muni, lideraba un pueblo pesquero en resistencia a la ocupación del ejército alemán durante la Segunda Guerra Mundial. Gran parte del rodaje tuvo lugar en Mill Bay, en la Columbia Británica, Canadá, que sustituía a los fiordos noruegos, durante el verano de 1942. Ann y los demás miembros del reparto y del equipo se alojaron en el famoso Hotel Empress de Victoria. Carter recuerda:

Fue durante la guerra y, por miedo a un ataque japonés, había barquitos en el puerto, justo delante del [Hotel] Empress, por si teníamos que evacuar.

Aunque se trataba claramente de una película de propaganda bélica, estaba basada en una historia del célebre escritor británico C. S. Forester con guion del escritor estadounidense Irwin Lewis. En el reparto figuraban Sir Cedric Hardwicke y Lillian Gish, mientras que Carter recuerda que el reparto rodó algunas escenas en el barco Prince David, cuya tripulación de comandos británicos "se disfrazaron de alemanes" para los fines de la película. En la "otra película de guerra" de Carter, The North Star (1943), Carter apareció junto a Ann Harding y Anne Baxter actuando en "un pueblo ruso... construido en el terreno de Goldwyn" Carter recalcó esto:

A mi coestrella, Farley Granger, y a mi nos ofrecieron contratos con Goldwyn después de esa película, pero nunca tomaron la opción – porque, por esa época Sam Goldwyn descubrió a Danny Kaye!

Su papel cinematográfico más importante llegó cuando Carter, de siete años, interpretó el papel de Amy Reed en la fantasía clásica The Curse of the Cat People (1944). Val Lewton, el productor de la película, era amigo de Stanley Kramer, sobrino del agente de Carter, Earl Kramer. Carter interpretó a la niña solitaria e imaginativa que es incapaz de relacionarse con las prosaicas actividades de sus compañeros de escuela, en un papel que Weaver describió como el que la convirtió "prácticamente en la estrella" tras sólo "unos pocos papeles pequeños, a veces no acreditados." Era un papel con el que podía identificarse, ya que ella misma era "un poco soñadora", le gustaba la fantasía y, como su personaje, era hija única.
Para Carter, el rodaje de The Curse of the Cat People fue "fascinante... por el decorado. Todo se rodó en un set de la RKO", salvo unas pocas tomas exteriores, en las que "los chicos de las pasarelas lanzaban hojas que caían a la deriva" o "tiraban yeso y copos de maíz sin tostar de cajas" (para la nieve), una experiencia novedosa (y "absolutamente hermosa") para la joven Carter. Recuerda de su madre que:

[. . .] [Pa]ra cada película, primero me hablaba de todo el cuadro, de toda la idea, de toda la trama, para que yo lo entendiera, para que no fuera un lorito recitando líneas.

Este conocimiento de toda la historia, sumado al "hecho de que estaba en un set con mucha gente", hizo que Carter "nunca tuviera miedo" a pesar de los prohibitivos e intimidatorios decorados (y reparto). Carter trabajó durante 32 de los 33 días de rodaje, a las órdenes de dos directores (Gunther von Fritsch y Robert Wise), pero "no se sintió presionada" por el exigente calendario. Nunca esperó ni aspiró a ser una estrella, y atribuye a sus padres el mérito de haberla mantenido "normal" y con los pies en la tierra. En cuanto a las clases que recibía "de vez en cuando en el set", Carter recuerda que eran "estupendas... porque la mayoría de las veces eran individuales", y piensa que "se aprende más de forma individual, ya sean 15 minutos cada vez o lo que sea."
Carter actuó en otras películas, siendo uno de sus puntos álgidos el papel de la hija de Humphrey Bogart en la película de suspense de 1947 The Two Mrs. Carrolls (rodada en 1945 y archivada durante dos años), que supuestamente le valió un premio a la mejor intérprete juvenil, aunque Carter "no recuerda personalmente haber recibido nunca uno." Carter cita sus escenas con Bogart y la coprotagonista Barbara Stanwyck como los puntos álgidos de su carrera, recordando que ella y Bogart "se llevaban tan bien... era un hombre realmente agradable; un hombre muy cálido y agradable." Él la apodó "Tonsils" cuando ella bostezó en su cara durante un ensayo, y "me miró a la boca, a la garganta, y... después de eso fue "Tonsils"."
A pesar de las buenas críticas de Curse of the Cat People, Carter volvió a hacer papeles más pequeños y a menudo no acreditados, aunque dice que "no pensaba en ello en absoluto" y supone que tal vez "los papeles simplemente no surgiero." No acreditada en sus otras dos películas de fantasía, recuerda A Connecticut Yankee in King Arthur's Court como:

[. . .] muy divertido porque eran Bing Crosby y William Bendix, y eran  in-cre-íble-s juntos... porque empezábamos a filmar y [ellos] empezaban a hacer payasadas, y eran histéricos! Por supuesto, el material no era utilizable, pero era divertido!

Carter también hizo muchos programas de Lux Radio Theater, desde los once años, incluido el papel de la hija de Cary Grant en la adaptación radiofónica de Mr. Blandings Builds His Dream House. También "tuvo un programa de disc jockey en KFWB durante un tiempo."

## Años post-actuación
Carter dejó de actuar tras contraer la polio, que cree que contrajo "durante las vacaciones del 4 de julio [de 1948]," cuando ella, sus padres y algunos amigos fueron en barco a la isla Catalina. Cree que el periodo de incubación de la polio – una plaga entre los niños de la época- se correspondió con el hecho de que ella nadara en el agua contaminada del barco. Inicialmente se le diagnosticó una gripe estival, pero Carter creía haber superado los síntomas cuando, durante el rodaje de The Member of the Wedding, el director Fred Zinnemann la notó "'inclinada a babor'," y se descubrió que "los músculos habían desaparecido por completo en un lado de [su] espalda." Tras un electromiograma en el Memorial Hospital de Los Ángeles, fisioterapia y natación (en el Hollywood Athletic Club), se fortaleció lo suficiente como para "llevar una escayola, [que era] enorme y pesaba 55 libras."
Durante su recuperación de la poliomielitis, los padres de Carter "ayudaron a dar a conocer a Lawrence Welk," cuando la empresa automovilística Dodge "buscaba a alguien a quien patrocinar en televisión" c.1950/51." La madre de Carter estaba "entusiasmada con The Lawrence Welk Show, que le parecía maravilloso," y convenció a su marido para que "lo presentara como una buena idea para que Dodge lo patrocinara." Aunque su padre "no era una 'persona de música'," Carter recuerda que "ante la constante insistencia de mi madre al respecto. A cambio, cuando el padre de Carter se jubiló de Dodge, ambos "se retiraron al Country Club Village de Lawrence Welk en Escondido, California, un parque de casas móviles que gestionaron para él durante años."

### Enseñanza
Tras recuperarse en gran medida de la poliomielitis, Carter asistió al Occidental College de Los Ángeles. Sus ingresos como actriz le permitieron pagar tanto sus cuidados médicos como sus estudios universitarios. Ella recuerda que:

Mi agente Earl Kramer me llamó cuando estaba en la universidad y quería que fuera a una entrevista para la película Not as a Stranger (1955) y le dije que no podía porque tenía un final ese día.

Tras tomar esta decisión – que según ella «no fue bien recibida ni por él [Kramer] ni por mi madre," decidió que quería enseñar y tener una familia en lugar de volver a actuar. En retrospectiva, Carter reconoce que esta decisión "casi le rompió el corazón a mi madre," que estaba tan involucrada en la carrera de su hija y sentía que debería haber seguido actuando.
Durante su año de licenciatura en la universidad, Carter se casó con Crosby Newton (23 de mayo de 1957), y al «año siguiente, [ella] comenzó a enseñar... [en] la escuela secundaria y el instituto," también pasando tiempo como profesora sustituta. Disfrutaba especialmente "enseñando en la escuela secundaria de continuación y, por supuesto, en la clase de teatro de noveno curso, donde [su clase] montaba varias producciones." Tras la muerte de sus padres (su madre falleció en 1977 y su padre en 1979), Carter dejó la enseñanza en el sur de California en 1982, y ella y su marido decidieron trasladarse al noroeste del Pacífico. Se instalaron en los suburbios del este de Seattle, ya que "siempre me ha encantado [esa] parte del mundo... desde [el rodaje de] Commandos Strike at Dawn." En Washington, Carter asistió a una escuela de viajes y se convirtió en "agente de viajes exclusivamente de cruceros," profesión que ejerció durante cuatro años. Un extraño rumor según el cual Carter "murió en un accidente de automóvil en 1978" es definitivamente falso, pero persistió.
Madre de tres hijos – Gail, David y Carol –, Carter se retiró, en parte para ayudar a cuidar de sus nietos, lo que permitió a sus hijos y a sus parejas trabajar. En enero de 2005, le diagnosticaron un cáncer de ovario en estado 3, que le pareció "horrible." Encontrando "esperanza y un tratamiento de quimioterapia muy, muy agresivo" del Dr. Saul Rivkin en el Swedish Cancer Institute de Seattle, lo superó "con la ayuda de [su] familia y amigos." En 2007 participó en Val Lewton: The Man in the Shadows, un documental sobre el productor detrás de Curse of the Cat People, que fue "emocionante," pero también le permitió aprender "mucho sobre la vida [de Lewton]," que era una historia triste.

## Muerte
Carter falleció el 27 de enero de 2014 en North Bend, Washington, tras una larga lucha contra el cáncer de ovario. Tenía 77 años. Su esposo Stephen Crosby Newton (9 de abril de 1934 – 4 de noviembre de 2014) sirvió como Especialista 4 en el Ejército de los Estados Unidos. Fueron enterrados juntos en el Tahoma National Cemetery.

## Legado
Un historiador del cine llamó a Carter "la rubita de rostro serio". Aunque era una niña preciosa, no actuó en películas dirigidas a niños ni de temática ligera. En sus mejores papeles, es una niña vulnerable atrapada en un mundo adulto hostil. El director Robert Wise la elogió como una "gran baza" en su debut como director. En 1991 dijo:

I'm always struck [when watching The Curse of the Cat People] lo buena que es y lo coherente que es su interpretación a lo largo de toda la película. Ann Carter tenía uno de esos maravillosos momentos de química con la pantalla que tienen algunos actores. Simplemente encajaba en la pantalla y eso era todo... era muy receptiva y rápida.

En 2008, el asesino convicto (en 2013) e imitador de Rockefeller, el alemán Christian Gerhartsreiter, afirmó que Carter era su madre cuando fue detenido por secuestro bajo custodia. Carter lo negó y expresó simpatía por su verdadera madre, Irmgard Gerhartsreiter, que no había visto a su hijo desde que abandonó Alemania en 1978.

## Filmografía
| Año  | Título                                      | Papel                           | Notas                              |
| ---- | ------------------------------------------- | ------------------------------- | ---------------------------------- |
| 1941 | The Last of the Duanes                      | Lucy Cannon                     | sin acreditar                      |
| 1942 | I Married a Witch                           | Jennifer Wooley, hija de Wooley | sin acreditar                      |
| 1942 | Commandos Strike at Dawn                    | Solveig Toresen                 | sin acreditar                      |
| 1943 | The North Star                              | Olga Pavlov                     | Título alternativo: Armored Attack |
| 1944 | The Curse of the Cat People                 | Amy Reed                        |                                    |
| 1944 | And Now Tomorrow                            | Emily - Age 7                   | sin acreditar                      |
| 1945 | Incendiary Blonde                           | Pearl Guinan - a los 7 años     | sin acreditar                      |
| 1946 | The Virginian                               | School Girl                     | sin acreditar                      |
| 1946 | The Searching Wind                          | Sarah Hazen                     |                                    |
| 1946 | Child of Divorce                            | Peggy Allen                     |                                    |
| 1947 | The Fabulous Dorseys                        | Young Jane                      | sin acreditar                      |
| 1947 | The Two Mrs. Carrolls                       | Beatrice Carroll                |                                    |
| 1947 | Song of Love                                | Marie                           |                                    |
| 1948 | Ruthless                                    | Martha Burnside, de niñá        |                                    |
| 1948 | The Boy with Green Hair                     | Eva                             | sin acreditar                      |
| 1949 | A Connecticut Yankee in King Arthur's Court | campesina                       |                                    |
| 1949 | Blondie Hits the Jackpot                    | Louise Hutchins                 |                                    |
| 1952 | The Member of the Wedding                   | Doris - Club Girl               | sin acreditar                      |